# Eduardo Bolsonaro
Eduardo Nantes Bolsonaro (Río de Janeiro, 10 de julio de 1984) es un abogado y político brasileño. Es diputado federal por el estado de São Paulo. Es el tercer hijo de Jair Bolsonaro, anterior presidente de Brasil.

## Primeros años
Eduardo Bolsonaro es el tercer hijo del presidente de Brasil y capitán del Ejército en la reserva Jair Bolsonaro y de Rogéria Bolsonaro. Es hermano de los políticos Carlos Bolsonaro, concejal de Río de Janeiro, y Flávio Bolsonaro, diputado provincial de Río de Janeiro.
Estudió en los colegios Batista y Palas. 
Se graduó en Derecho por la Universidad Federal de Río de Janeiro en 2008 y está inscrito en el Colegio de Abogados de Río de Janeiro. 
Entre 2004 y 2005 participó en el programa Work Experience en Maine, Estados Unidos.
En el 2006 siguió cursos en la Facultad de Derecho de la Universidad de Coímbra en Portugal.
Es funcionario de la Policía Federal por oposición.

## Trayectoria política

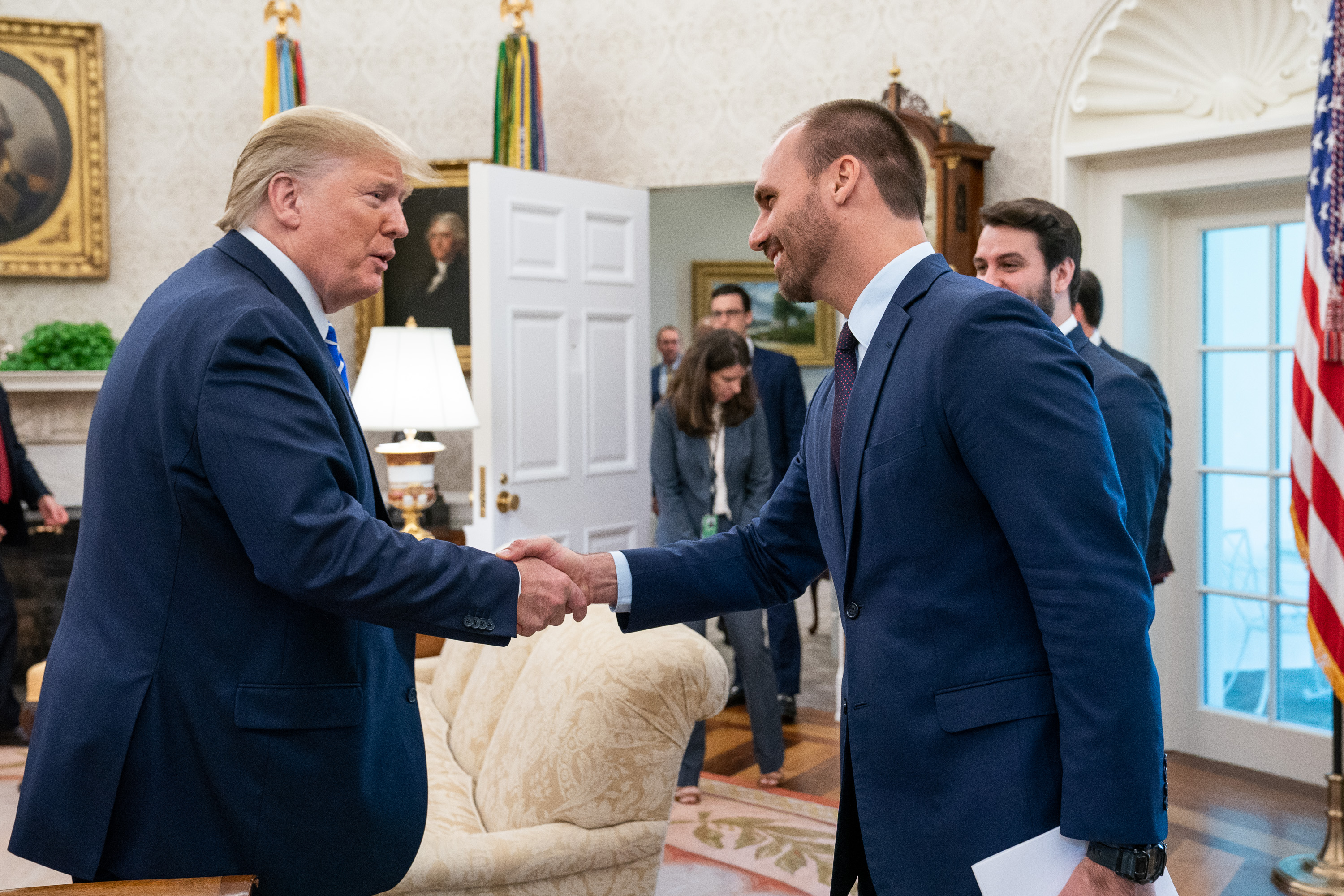
Eduardo Bolsonaro y Donald Trump

Alineado con posiciones ultraderechistas, Eduardo Bolsonaro fue anunciado en 2019 por Steve Bannon como líder para América Latina de la organización internacional de derecha populista El Movimiento. También es conocido por sus polémicas declaraciones contra el Matrimonio entre personas del mismo sexo, la política de cuotas y la criminalización del comunismo. Afiliado al Partido Social Cristiano, disputó el cargo de diputado federal en las elecciones de São Paulo en 2014, saliendo elegido con 82 224 votos. Entre sus principales propuestas figuran la reducción de la mayoría de edad penal, la apuesta por la agroindustria, la lucha contra el Movimiento de los Trabajadores Rurales Sin Tierra o el trabajo obligatorio para presos.
El 27 de abril de 2016, Eduardo Bolsonaro propuso en la Cámara de los Diputados, un proyecto de ley que pretendía anular la Resolución 213/15, del Consejo Nacional de Justicia (CNJ), por la que se instituían las llamadas «audiencias de custodia», es decir, el habeas corpus: la obligatoriedad de presentar a toda persona detenida ante un juez en el plazo máximo de 24 horas. Bolsonaro argumentaba que tendría efectos procesales, al superponerse sobre el derecho procesal penal.
El 23 de mayo de 2016, presentó un proyecto de ley para criminalizar toda apología del comunismo y castigar a quien distribuya propaganda con el símbolo de la hoz y el martillo o cualquier otro medio de difusión favorable al comunismo (equiparándolo, así, a la apología del nazismo, penada en el país). El proyecto pretendía modificar la Ley Antirracismo para añadir a la lista de delitos el de «fomentar la lucha de clases sociales», así como la Ley Antiterrorista para incluir como acto terrorista «fomentar el choque de clases sociales» cuando se comete con el propósito de provocar terror social o generalizado.
Bolsonaro votó a favor del proceso de destitución de Dilma Rousseff. Durante el gobierno de Michel Temer, votó a favor del techo de gasto y la Reforma Laboral. Sin embargo, en agosto de 2017 votó a favor del proceso en que se pedía la apertura de investigación contra el presidente Michel Temer.
En 2019, Jair Bolsonaro anunció su intención de nominar a su hijo Eduardo como embajador de Brasil en Washington. Eduardo comenzó entonces a reunirse con senadores para recabar apoyo para el nombramiento, que requería la aprobación del Senado. Sin embargo, se enfrentó a una fuerte resistencia por parte de algunos legisladores, y el gobierno nunca logró obtener los votos necesarios.
Bolsonaro firmó la Carta de Madrid con Rafael López Aliaga, José Antonio Kast and Javier Milei. También ha mantenido contactos con el partido alemán de extrema derecha Alternativa para Alemania (AfD), y en julio de 2021 recibía en Brasilia a Beatrix von Storch, vicepresidenta de AfD y nieta del ministro de la Alemania nazi Lutz Schwerin von Krosigk. Su rol como representante de la extrema derecha brasileña en el escenario internacional comenzó con la conexión de su familia con Olavo de Carvalho, el difunto ideólogo de extrema derecha residente en Estados Unidos, y Filipe Martins, uno de los discípulos más cercanos de Olavo, vinculado a supremacistas blancos. Martins posteriormente se convirtió en asesor internacional de Bolsonaro. Eduardo Bolsonaro se aferró a la red de Carvalho y posteriormente se alineó con figuras como Steve Bannon, asesor estratégico de Trump
Durante la destitución de jueces de la Corte Suprema en El Salvador, Bolsonaro le aplauda al entonces presidente del país, Nayib Bukele, por cometerse dichas acciones.
Eduardo Bolsonaro, que vive en Estados Unidos desde 2025, está presionando al Gobierno estadounidense para que presione a la Justicia brasileña para que detenga la investigación sobre un posible intento de golpe de Estado en 2022 por parte de Jair Bolsonaro. El presidente estadounidense, Donald Trump, ha expresado su apoyo al exjefe de Estado brasileño, amenazando con imponer fuertes aranceles a Brasil y sancionar a los jueces brasileños encargados de la investigación. Eduardo fue acusado posteriormente por el presidente del Tribunal Supremo brasileño de incitar a «actos hostiles» contra Brasil.

## Controversias
El 25 de octubre de 2014, en manifestación por el proceso de destitución de Dilma Rousseff, Eduardo Bolsonaro fue el conductor del evento y estuvo presente con una pistola en la cintura, lo que causó el desprecio de la Izquierda política. Bolsonaro, en entrevista al periódico El País, justificó su actitud : 

Eu sou policia federal 24 horas por dia. Existem inúmeros exemplos de policiais que morrem fora de serviço, sob encomenda, principalmente do Primeiro Comando da Capital. É meu hábito, é normal, tenho porte. O que quer que eu faça? Não vejo por que teria que ir desarmado, se eu sempre ando armado mesmo.
Eduardo Bolsonaro, 25 de octubre de 2014

Para la revista Veja, se justificó diciendo: 

Sou um potencial troféu para os vagabundos que queiram me matar, por causa da minha família e da ligação com a política. Não posso nunca dar bobeira. Só não levarei a pistola para a Câmara por ser proibido.
Eduardo Bolsonaro